# Dicranophorus grandis
Dicranophorus grandis är en hjuldjursart som först beskrevs av Ehrenberg 1832.  Dicranophorus grandis ingår i släktet Dicranophorus och familjen Dicranophoridae. Inga underarter finns listade i Catalogue of Life.